# Route nationale 623
Pour les articles homonymes, voir Route 623.
La route nationale 623 ou RN 623 était une route nationale française reliant Castelnaudary à Limoux. À la suite de la réforme de 1972, elle a été déclassée en RD 623.

## Ancien tracé de Castelnaudary à Limoux (D 623)
- Castelnaudary
- Villasavary
- Lasserre-de-Prouille
- Lauraguel
- Gaja-et-Villedieu
- Limoux